# Parque Alem

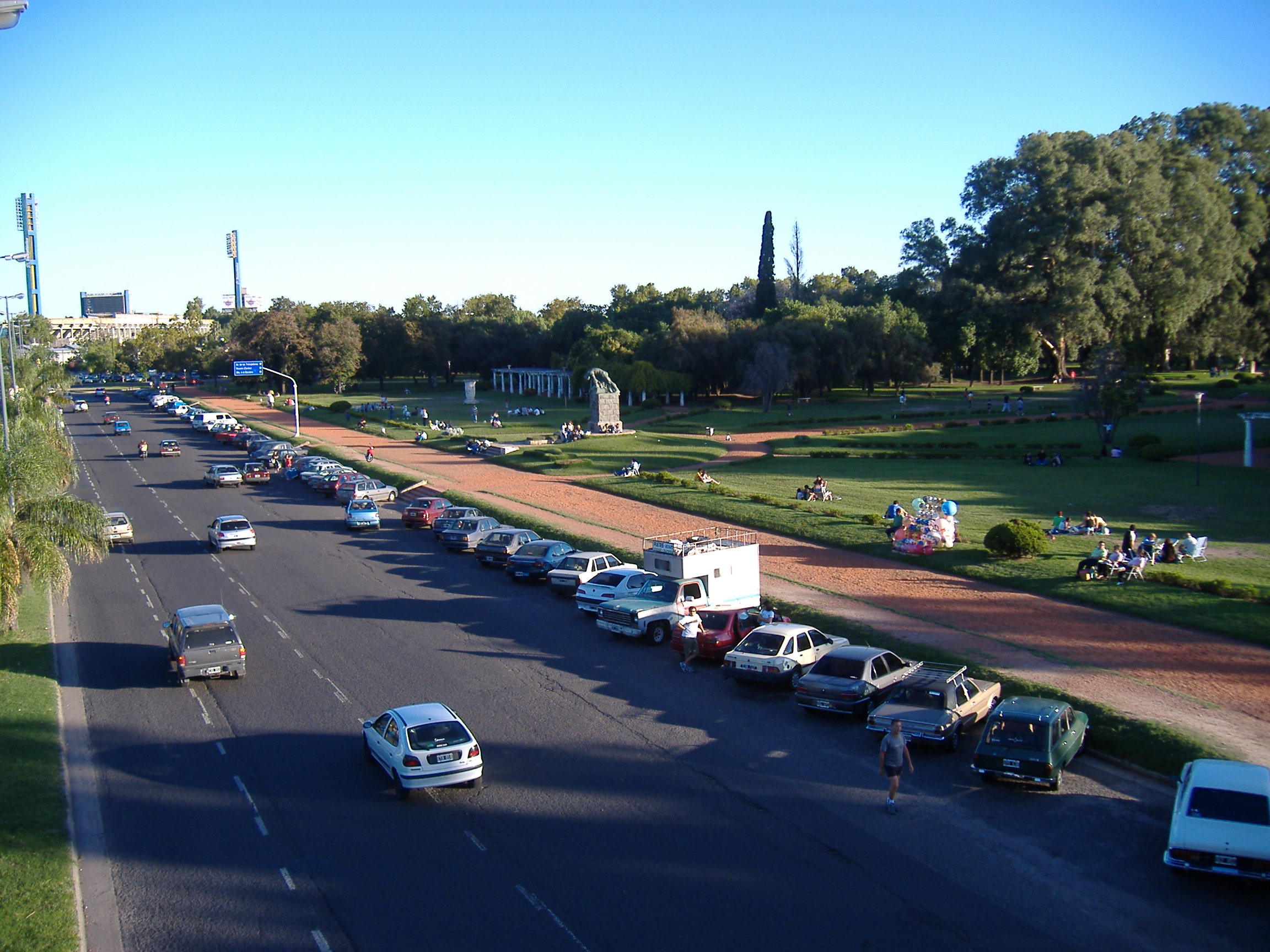
Vista parcial del parque, desde el puente peatonal.

El Parque Alem es un parque público de Rosario, provincia de Santa Fe, Argentina. Se encuentra al norte de la ciudad, cerca del río Paraná, pudiéndose observar las islas. 
Fue nombrado en homenaje al líder político Leandro N. Alem, por lo que el parque posee un monumento estatuario en su honor.
El parque posee juegos infantiles, un importante centro cultural municipal, un complejo público de piletas de natación, un camping perteneciente al "Sindicato de Trabajadores Municipales", malecones para Clubes de Pescadores y un circuito para prácticas de ciclismo.
Sobre su límite norte se encuentra la desembocadura del Arroyo Ludueña. Cerca del parque se aprecian la presencia del estadio de fútbol del Club Rosario Central, que fue una de las subsedes del Mundial de Fútbol 1978, al igual que el Shopping Portal Rosario y la Central Térmica Sorrento, que posee 214 metros lineales de atraque, 11 metros de calado del muelle y 187 metros de eslora máxima. 
El Parque Leandro N. Alem, inaugurado el 6 de marzo de 1939, con el nombre del Parque Balneario Ludueña, en el marco de la implementación del plan regulador de la ciudad. Cuatro años más tarde, el 17 de julio de 1943, se inauguró el nuevo emplazamiento del monumento alegórico a Leandro Alem, político republicano y fundador de la Unión Cívica Radical, y la ampliación de sus juegos infantiles. La mencionada estatua, obra del artista Guillermo Gianinazzi, antes de su traslado a Arroyito se encontraba, desde 1922, en el Parque Independencia, en el lugar en que luego se inauguró un calendario floral efectuado sobre un talud de césped, en la intersección de Oroño y Cochabamba.

## La Zapatilla
Se encuentra a orillas del Arroyo Ludueña, en el margen Oeste del Parque Alem de la ciudad de Rosario. 
El complejo ciclístico Ramón "Chaco" Pereyra, más conocido como "La Zapatilla", se usa como lugar de entrenamiento y competencia de Ciclismo. 
Es de uso parcial, ya que es compartido por la Dirección de Tránsito de Rosario para el aprendizaje para conductores.

## Galería de imágenes

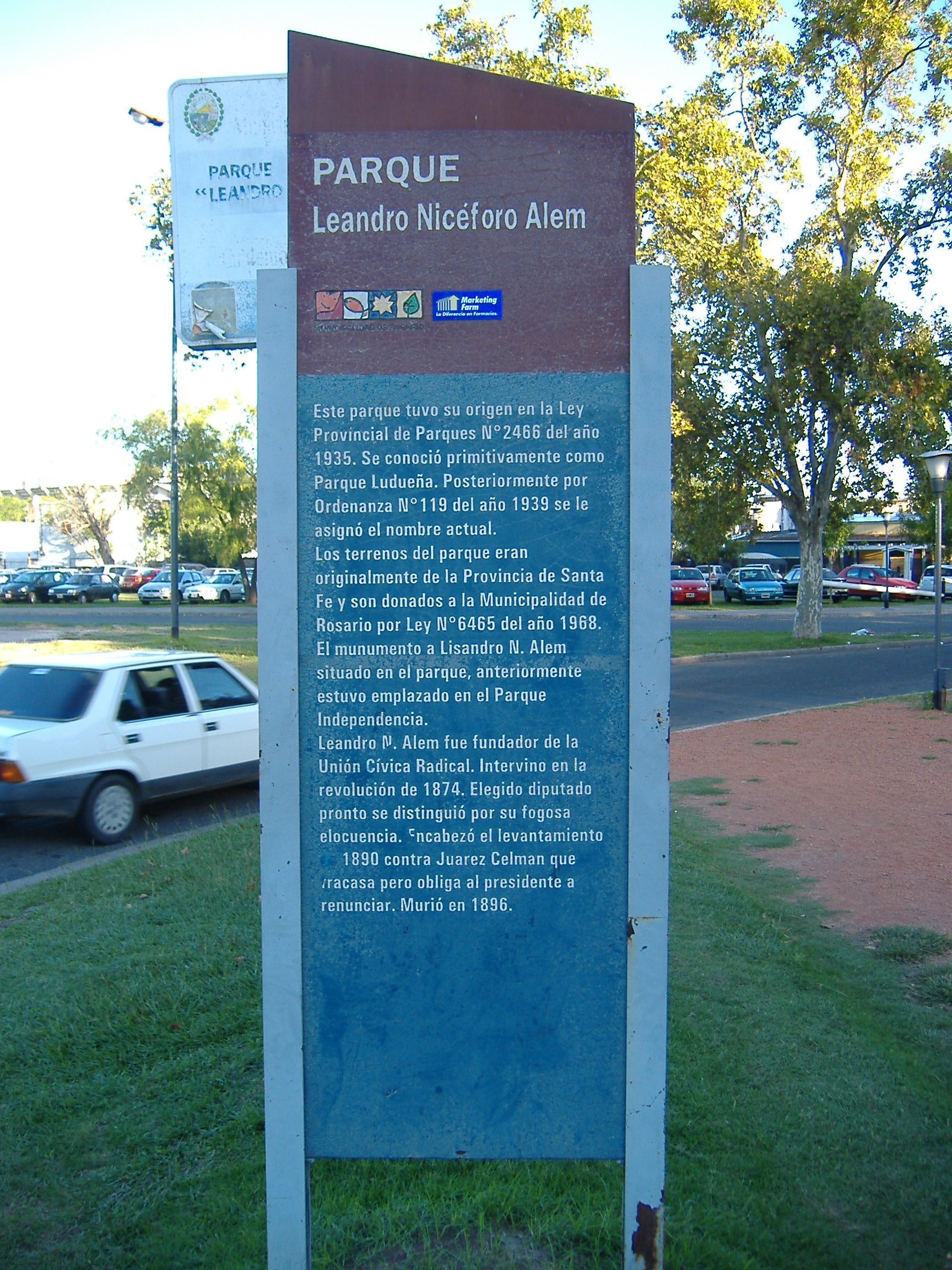
Parque Alem
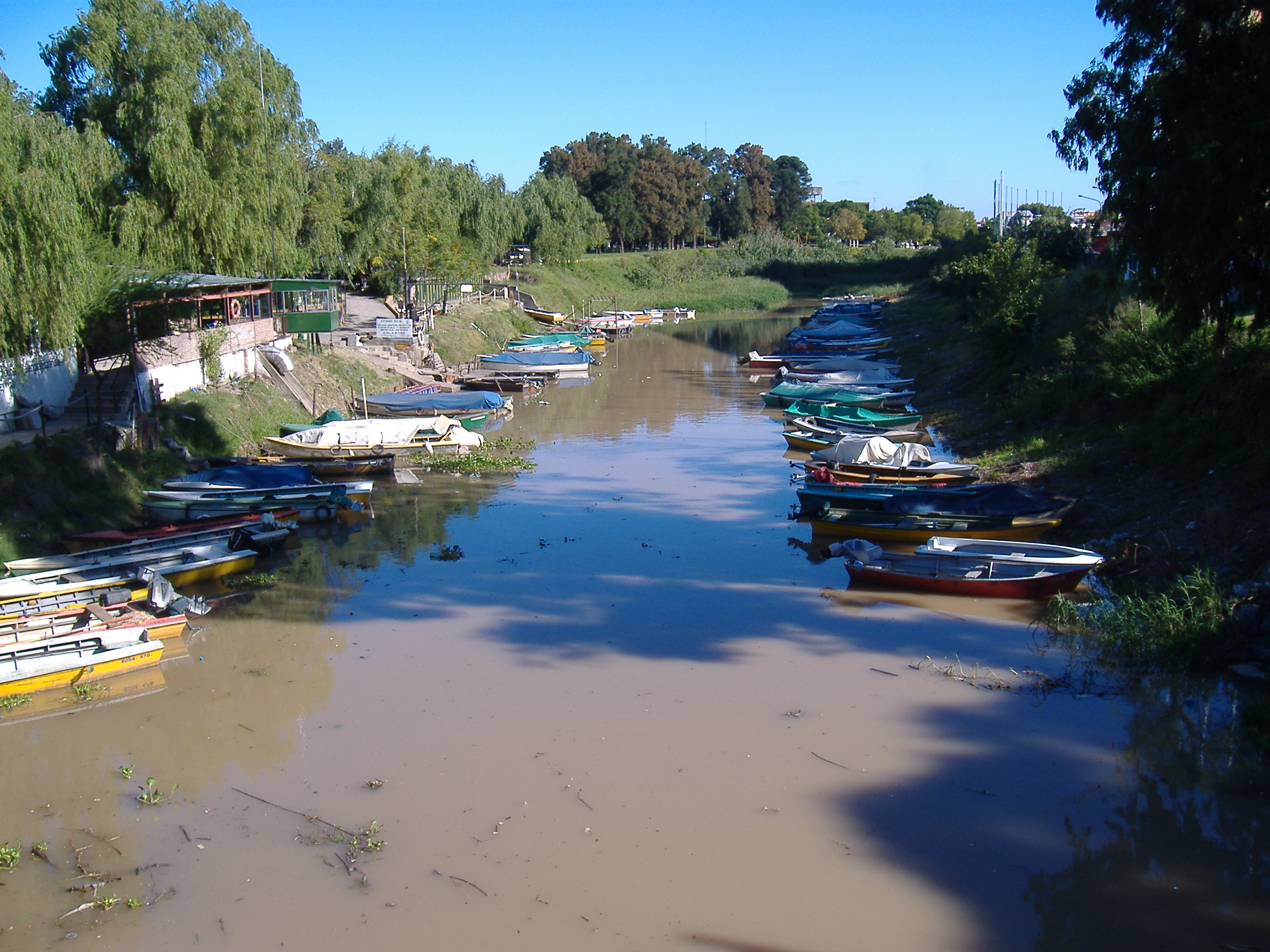
Desembocadura del arroyo Ludueña
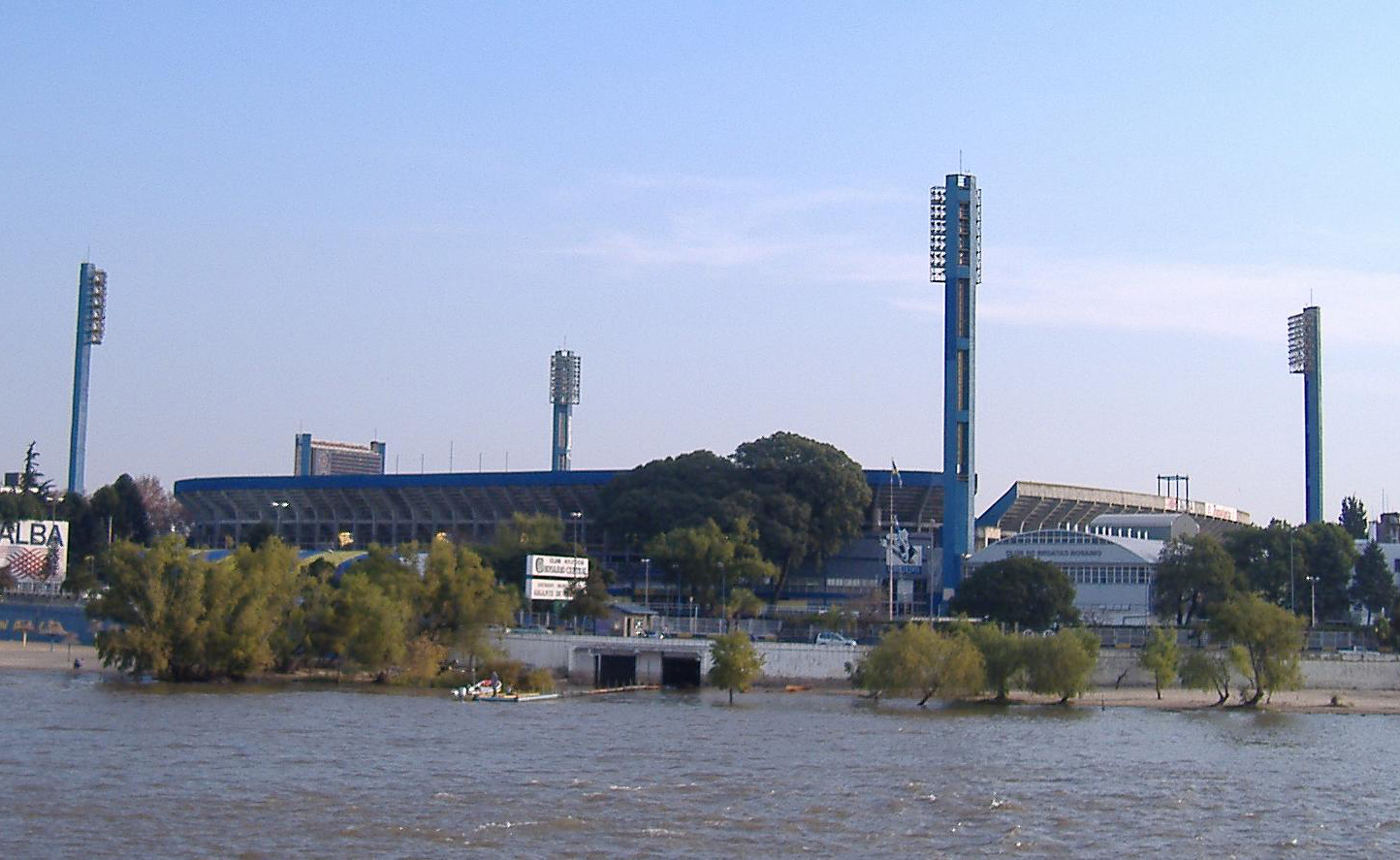
Estadio del Club Rosario Central
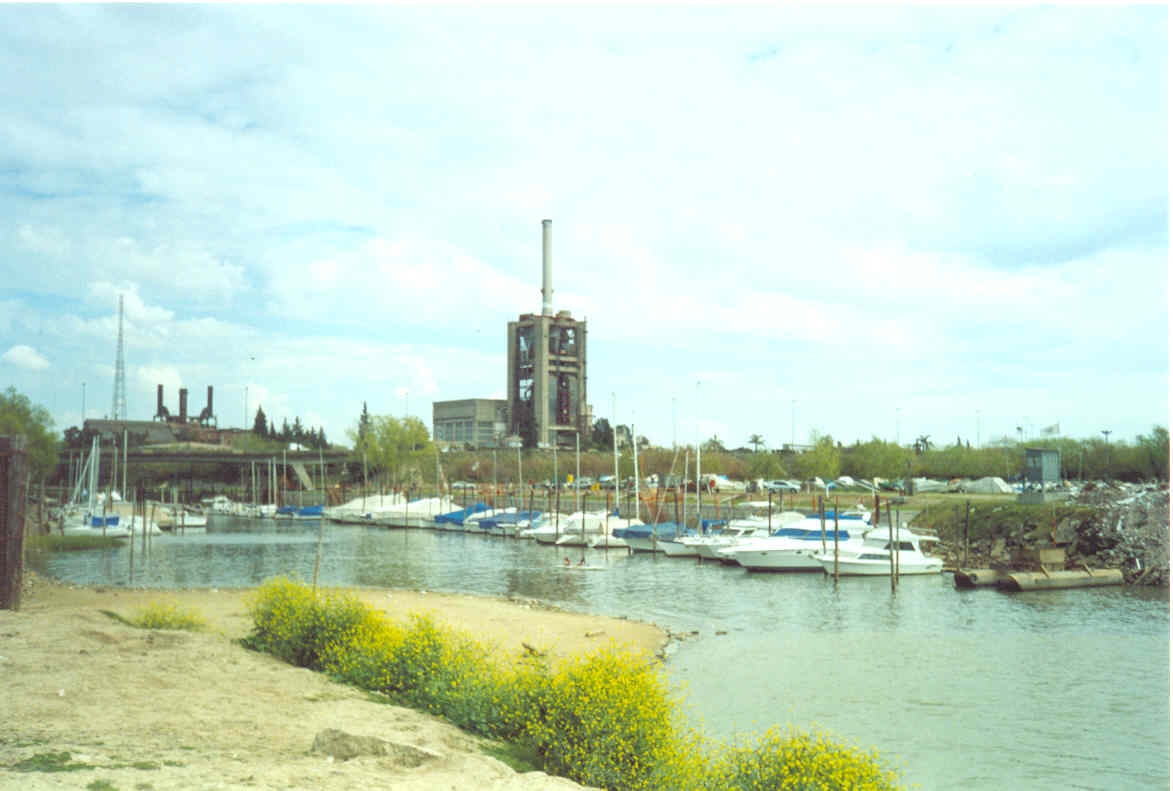
Central Térmica Sorrento y el arroyo Ludueña
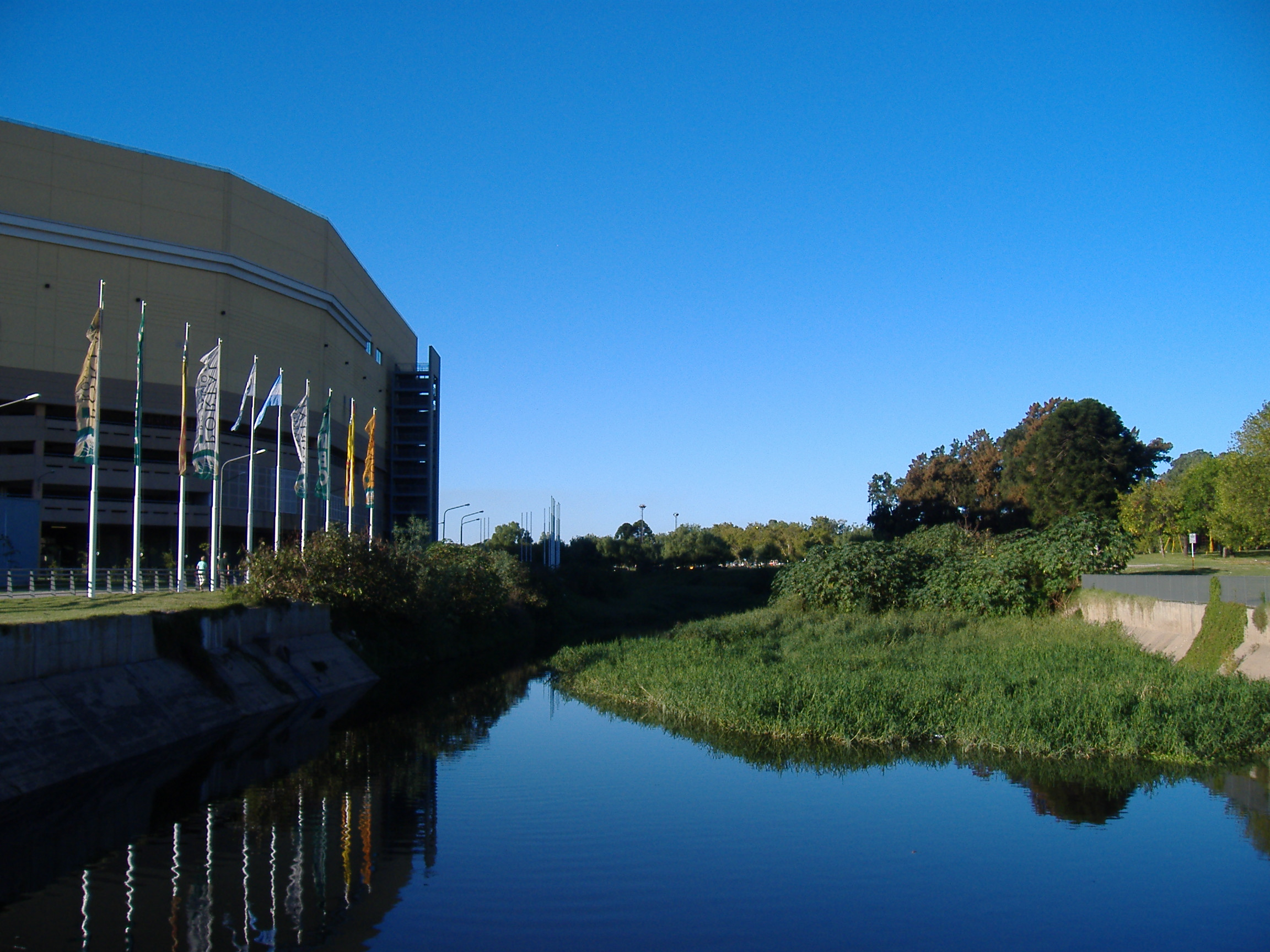
Arroyo Ludueña y el Shoping Portal Rosario
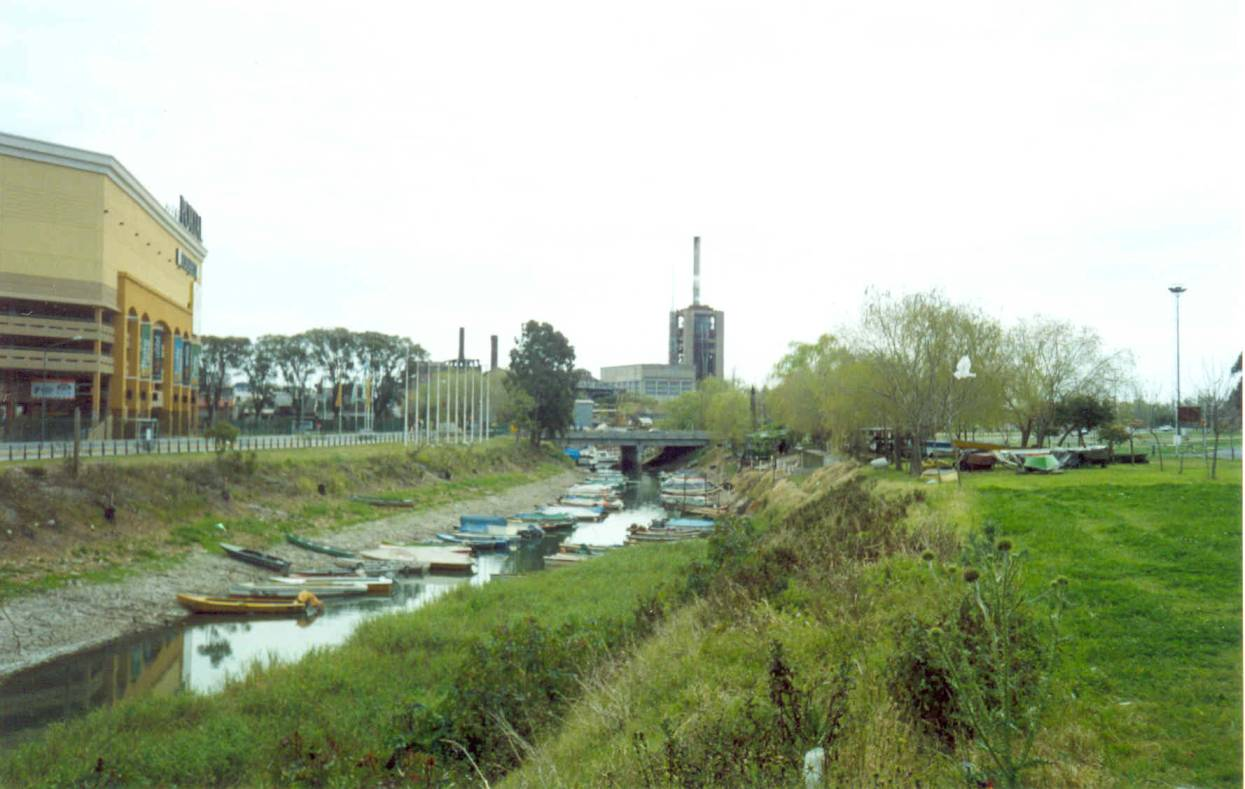
Otra vista del arroyo